# Зелено-вугільний парадокс
Зелено-вугільний парадокс — необхідність значно збільшувати виробництво електроенергії (базове навантаження) на вугільних теплоелектростанціях (ТЕС), що мають шкідливі викиди, при великому обсязі потужностей «чистих» вітрових (ВЕС) та сонячних (СЕС) електростанцій в енергосистемі України. При цьому також потрібно зменшувати базове навантаження атомних електростанцій (АЕС), які на відміну від вугільних ТЕС, не мають шкідливих викидів в атмосферу. Така ситуація зумовлена значним дефіцитом потужностей для маневрування в енергосистемі України.
Іншими словами, в енергосистемі України існує парадоксальна складова — збільшення кількості ВЕС та СЕС призводить до збільшення вуглецевих та інших шкідливих викидів. Вперше цю ситуацію охарактеризував як «зелено-вугільний парадокс» у 2018 р. керівник ДП «НЕК „Укренерго“» Всеволод Ковальчук на основі результатів дослідження проблем та перспектив прискореного зростання СЕС та ВЕС в енергосистемі України.(автором терміна є Михайло Бно-Айріян)
Потужність виробництва електроенергії на СЕС та ВЕС може різко змінюватися і слабко прогнозована через пряму залежність від зміни погоди — наявності сонця та вітру. Тому, щоб зберегти в енергосистемі баланс попиту та виробництва електроенергії, потрібен великий резерв потужностей для маневрування — швидкого завантаження і розвантаження енергоблоків у разі коливань виробництва електроенергії на ВЕС та СЕС.
В енергосистемі України для маневрування використовують гідроелектростанції (ГЕС) та вугільні ТЕС, на які припадає більша частка навантаження. За даними Укренерго станом на 2018 р. ОЕС України здатна без проблем прийняти 4,75 тис. МВт ВЕС та СЕС.
Коли загальна встановлена потужність ВЕС та СЕС перевищить 4,75 тис. МВт під час різкого коливання виробництва електроенергії з ВДЕ доведеться скорочувати базове навантаження на АЕС, які увесь час видають однакову потужність, і збільшувати його на вугільних ТЕС, аби вони мали більше можливостей для маневрування.
За даними Держенергоефективності станом на квітень 2019 р. в Україні вже працює понад 3 тис. МВт потужностей ВДЕ. З них понад 2200 МВ (71 %) — СЕС. Лише в I кварталі 2019 р. введено в експлуатацію понад 860 МВт потужностей ВДЕ, більшість з яких — це майже 700 МВт СЕС.
Загальний обсяг технічних умов, виданих на приєднання ВДЕ в енергосистемі України, станом на квітень 2019 р. склав 10,5 тис. МВт, з них СЕС — 6700 МВт. Ще на розгляді знаходиться 6000 МВт .
Відсутність в Україні досконалої сучасної системи прогнозування виробництва електроенергії з ВДЕ не дозволяє точно передбачати рівень генерації вітрових та сонячних електростанцій. Наразі під час добового планування виробництва електроенергії ВДЕ похибка прогнозування закладається на рівні 30 %.
Тому першочерговим заходом інтеграції ВДЕ до ОЕС України Укренерго пропонувало створення системи точного прогнозування з похибкою 3-10 %.
Також за результатами моделювання, яке проводило Укренерго, для подолання «зелено-вугільного парадоксу» в ОЕС України вже у найближчі кілька років потрібно побудувати від 2 тис. МВт до 3 тис. МВт високоманеврених генерувальних потужностей .
Термін зелено-вугільного парадоксу використали інженери компанії Wärtsilä, яка є світовим лідером у передових технологіях на енергетичному ринку. Вони проаналізували структуру Об'єднаної Енергосистеми України з урахуванням стрімких темпів розвитку зеленої енергетики. Результати дослідження були представлені у звіті «Гнучкість для енергосистеми майбутнього. Вирішення українського „зелено-вугільного“ парадоксу». [Архівовано 23 лютого 2022 у Wayback Machine.]